# Al-Mutádid (califa)
Al-Mutádid (857-902) (árabe: المعتضد بالله, al-mu‘taḍid bi-llāh) fue el califa abasí de Bagdad desde 892 hasta su muerte.
Incluso antes de ser nombrado califa, desempeñó el poder supremo durante el reinado de su predecesor al-Mutámid. Bajo su eficaz administración, el Egipto tulúnida volvió al dominio califal. Combatió a los jariyíes en Mesopotamia.
Tras un próspero reinado de diez años, falleció y le sucedió su hijo al-Muktafi, habido de una esclava turca.

## Juventud

Árbol genealógico de la dinastía abasí en el siglo

Al-Mutádid nació con el nombre de Áhmad, hijo de Talha, que a su vez era hijo del califa abasí Al‑Mutawákkil (847‑861), y de una esclava griega llamada Dirar. Se desconoce la fecha exacta del nacimiento y se ignora si cuando alcanzó el trono tenía 31 o 38 años, por lo que debió de nacer en el 854 o en el 861.
Al-Mutawákkil fue asesinado en el 861 por su guardia turcos en colusión con su primogénito, Al‑Muntásir (861‑862). Su muerte desató una etapa de inestabilidad, denominada «anarquía de Samarra» por la capital califal, que acabó en el 870 cuando el tío de Áhmad, Al‑Mu'tamid (870‑892), llegó al trono. El poder en realidad, lo ostentaban los mandos de los soldados esclavos turcos (ghilman) y el padre de Áhmad, Talha, que, en calidad de principal jefe militar del califato, era el intermediario fundamental entre el gobierno califal y los turcos. Talha adoptó el título honorífico de Al‑Muwaffaq al estilo de los califas y en poco tiempo devino el señor efectivo del califato; su posición salió reforzada del fallido intento de huida a Egipto de Al‑Mutámid en 882, que determinó que el califa fuese sometido a partir de entonces a arresto domiciliario.
La autoridad califal desapareció de las provincias durante la «anarquía de Samarra», y en la década de 870 el Gobierno central había perdido ya el control de casi todo el territorio salvo en la región de Irak. En el oeste, un soldado esclavo turco, Ahmad ibn Tulun, se había hecho con el poder en Egipto y trataba también de arrebatarle del Levante a Al‑Muwaffaq. En el Jorasán y en casi todo el este mahometano regían los safaríes, dinastía persa que había sustituido a los tahiríes, fieles a los abasíes. Diversos notables aborígenes se habían hecho asimismo con el poder en la península arábiga y en Tabaristán se había implantado la dinastía zaidí. En el mismo Irak, la rebelión de los zanj, esclavos africanos que trabajaban en las plantaciones del bajo Irak, llegó a amenazar Bagdad, y algo más al sur los cármatas empezaban a fortalecerse. En consecuencia, la regencia de Al‑Muwaffaq fue una lucha continua para evitar la disgregación del califato en crisis.
No pudo arrebatar a Ibn Tulun la región de Egipto y del Levante, e incluso hubo de cederle territorio y reconocerlo como señor hereditario de las tierras que gobernaba, pero sí logró conservar el núcleo del Estado tras desbaratar (en la batalla de Dair al‑Aqul) la expedición safarí que pretendía hacerse con Bagdad y sofocar el alzamiento zanj tras una dilatada campaña.

### Aspecto y carácter
Erguido y delgado, tenía un lunar blanco en la cabeza, que teñía de negro para causar mejor impresión. Tenía gesto altivo y era valiente: corría el rumor que había matado a un león armado únicamente con una daga. Heredó la energía paterna y se labró fama de decidido..

### Campañas contra loszanjy los tuluníes

Irak en los siglos y

Al-Mutádid —al que por entonces se le conocía por su kunya de Abú'l‑Abás— hizo sus primeras armas y estableció estrechos lazos con los militares, rasgo que luego caracterizaría su reinado, en las campañas contra los esclavos africanos. Al‑Muwaffaq lo había educado marcialmente desde pequeño y el joven príncipe era un excelente jinete y un jefe militar solícito con sus tropas y con sus caballos.
Los zanj se habían apoderado de la mayor parte del bajo Irak en la década de rebelión, que había comenzado en el 869; dominaban las ciudades de Basora y Wasit y parte del Juzistán. La muerte del fundador de la dinastía safarí, Ya‘qub al‑Safar, en el 879 le permitió al Gobierno abasí concentrar sus fuerzas contra los esclavos africanos; el nombramiento de Abú'l-Abás como jefe de las operaciones contra estos en diciembre del 879 con diez mil soldados a sus órdenes supuso un punto de inflexión en la historia de la rebelión.
El aplastamiento de este fue largo y arduo: fueron necesarias incluso operaciones anfibias en las marismas de Mesopotamia, y Abú'l‑Abás y sus ghilmān —el principal de los cuales fue su antiguo servidor Zirak al‑Turki— tuvieron un papel crucial en la guerra. Pese al gran tamaño que alcanzó el ejército abasí por los refuerzos, voluntarios y enemigos que engrosaron sus filas, su núcleo lo formaban los escasos pero selectos ghilmān, que copaban los puestos de mando y llevaron el peso de los combates, a menudo acaudillados en persona por Abú'l‑Abás. Tras años de cerco cada vez más estrecho al enemigo, en agosto del 883 los abasíes tomaron por asalto su capital, al-Mujtara, y pusieron así fin a la larga rebelión. El relato detallado de la contienda, escrito por un antiguo rebelde zanj, se conserva en la historia de Al-Tabari, y en el destaca el papel heroico que desempeñaron tanto Al‑Muwaffaq como Abú’l‑Abás en defensa del Estado musulmán, en cuya defensa sofocaron la sublevación; la victoria fue luego un importante instrumento propagandístico de legitimación de su usurpación del trono califal.
El fallecimiento de Ibn Tulun en mayo del 884 hizo que dos generales, Ishaq ibn Kundaj e Ibn Abi’l‑Saj, trataran de aprovechar la coyuntura para atacar a los tuluníes en el Levante; la campaña acabó en derrota, pese a las victorias iniciales. Abú'l-Abás fue enviado para tomar el mando de una nueva invasión en la primavera del 885. Venció rápidamente al enemigo y le obligó a evacuar Palestina, aunque se enemistó con Ibn Kundaj e Ibn Abi'l-Saj, que lo abandonaron llevándose a sus tropas. Se enfrentó al hijo y heredero de Ibn Tulun, Jumamarawaih ibn Ahmad ibn Tulun en la batalla de Tawahin del 6 de abril. La suerte sonrió primero al príncipe abasí, que hizo huir a su enemigo, pero la lid concluyó en derrota abasí; Abú'l-Abás escapó, pero no así gran parte de su ejército, que fue hecho prisionero por los tuluníes. Esta victoria les permitió a la dinastía egipcia adueñarse de la Mesopotamia superior y de las marcas fronterizas (thughur) con el Imperio bizantino. Los dos bandos firmaron la paz en el 886: al-Muwaffaq hubo de reconocer a Ibn Ahmad ibn Tulun como gobernador hereditario de Egipto y el Levante durante treinta años a cambio de que este pagase un tributo anual a las arcas califales. Abú'l-Abás pasó los dos años siguientes colaborando con su padre en el infructuoso intento de arrebatar Fars a los safaríes.

### Encarcelamiento y entronización
En esta época las relaciones entre Abú'l-Abás y su padre se agriaron, aunque se ignora por qué. Ya en el 884, los ghilmān de Abú'l-Abás se amotinaron en Bagdad contra el visir, Saíd ibn Majlad, posiblemente por no recibir sus soldadas. Finalmente, en el 889, Abú'l-Abás fue detenido y encarcelado por orden paterna; las protestas de sus ghilmān no bastaron para devolverle la libertad. Parece que siguió aprisionado hasta mayo del 891, cuando al-Muwaffaq volvió a Bagdad tras pasar dos años en el Yibal.
Al-Muwaffaq sufría de gota, estaba moribundo y el visir Ismaíl ibn Bulbul y el jefe militar de la ciudad Bagdad, Abú'l-Saqr, convocaron a al-Mutámid y a sus hijos, entre ellos al heredero al-Mufawwad, a la ciudad, con la esperanza de aprovechar la situación en su favor. El intento de preterir a Abú'l-Abás fracaso debido a las simpatías con que contaba entre los soldados y el pueblo llano. Fue liberado para que pudiese acudir a lecho de muerte de su progenitor, y se hizo con el poder inmediatamente después del fallecimiento de este el 2 de junio. La turba bagdadí pilló las casas de sus adversarios e Ibn Bulbul fue destituido y encarcelado; falleció meses más tarde a causa del maltrato sufrido. El sino de los partidarios del exvisir atrapados por los secuaces de Abú'l-Abás fue similar al de este.
Habiendo acaparado el poder, Abú'l-Abás sucedió a su difunto padre en todos los cargos y adoptó el título de al-Mutádid bi-llah; quedó segundo en la línea de sucesión califal, tras al-Mufauad. Tras apenas unos meses, el 30 de abril del 892, al-Mutádid eliminó a su primo de la línea sucesoria. En consecuencia, cuando al-Mutámid falleció el 14 de octubre del 892, al-Mutádid fue exaltado al trono califal.

## Reinado

Mapa de la disgregación del imperio abasí a comienzos del reinado de al-Mutadid: en oscuro, las regiones dominadas directamente por el Gobierno central del califato; en claro, las autónomas, que solo estaban sometidas nominalmente a la autoridad califal.

Como en el caso de su padre, el poder de al-Mutadid se debía a sus estrechas relaciones con los militares. Obtuvo el trono mediante la usurpación, pues carecía de derecho a él, pero contaba, sin embargo, con el respaldo de sus ghilmān, que allanaron su entronización y se aseguraron de eliminar al tiempo a sus rivales en las filas del ejército. Debido a ello, concentró su actividad en asuntos marciales y a menudo dirigía en persona el ejército durante las campañas. Esto le granjeó fama de califa guerrero y campeón de la fe islámica (gazi); el papel de califa campeón de la fe, que había creado Harún al-Rashid y perfeccionado al-Mutasim, alcanzó la perfección en la persona de al-Mutadid, incansable batallador.
El nuevo califa se dedicó desde el principio de su reinado a acabar con la fragmentación del Estado abasí, mediante una mezcla de diplomacia y uso de la fuerza. Militar activo y entusiasta, al-Muatadid era también un hábil diplomático, siempre dispuesto a pactar con aquellos enemigos demasiado poderosos para ser vencidos por las armas.

### Relaciones con los tuluníes
Esta actitud conciliadora fue desde el principio evidente en las relaciones del califa con sus poderosos vasallos tuluníes. En efecto, reconoció la autonomía del emir Ibn Ahmad ibn Tulun en Egipto y el Levante en la primavera del 893 a cambio de recibir de él un tributo anual de trescientos mil dinares, un pago de otros doscientos mil por los atrasos y dos provincias de la Mesopotamia superior (Diyar Rabi'a y Diyar Mudar. Para sellar el pacto Ibn Ahmad ibn Tulun le ofreció a su hija Qatr al-Nada («Gota de Rocío»), que había de desposar a uno de los hijos del califa, pero este decidió finalmente desposarla él mismo. La princesa tuluní trajo una dote de un millón de dinares, y un regalo de bodas que se considera el más suntuoso del Medievo árabe, según Thierry Bianquis. El lujoso y extravagante séquito que la acompañó a Bagdad evidenció la pobreza de la corte califal. Según una historia de la época, el eunuco principal del califa solo pudo encontrar cinco candelabros de oro y plata para decorar el palacio, mientras que la princesa trajo consigo ciento cincuenta criados, cada uno de los cuales portaba uno consigo; esto hizo que el califa ordenase que todos se escondiesen, para no mostrar la pobreza de la corte ante la comitiva tuluní.
Qatr al-Nada falleció al poco de celebrarse el desposorio y el asesinato de Ibn Ahmad ibn Tulun en el 896 dejó el emirato tuluní en manos de los hijos de este, menores de edad. Al-Mutadid se apresuró a aprovechar la situación y en el 897 se apoderó de los emiratos fronterizos con los bizantinos (Thughur); retomó el mando de las expediciones anuales contra estos y la defensa de la frontera, que habían escapado largo tiempo al control abasí. Para obtener el reconocimiento del califa, el nuevo señor tuluní, Harín ibn Jumarawaih (896-904) hubo de cederle a este toda Siria al norte de Homs y aumentar el tributo anual egipcio a cuatrocientos mil dinares. En los años que siguieron, la inestabilidad creciente en los territorios tuluníes y el crecimiento de las incursiones cármatas impelieron a muchos antiguos partidarios de los tuluníes a pasarse a las filas califales, cuyo poder resurgía.

### La Mesopotamia superior, Transcaucasia, y el frente bizantino

Mapa de la Mesopotamia superior o Yazira y sus provincias medievales, además de las fronteras modernas.

El califa hubo de enfrentarse a distintos adversarios en la Mesopotamia Superior (o Yazira): además de los jariyíes, que llevaban unos treinta años en rebelión, había otros notables de la zona, entre los que destacaban el señor shaibaní de Amida, Ahmad ibn Isa al-Shaybani y el jefe taglibí Hamdán ibn Hamdun. El califa arrebató Mosul al shaibaní en el 893, aprovechando que los jariyíes estaban por entonces enfrascados en luchas intestinas. Dos años más tarde, hizo lo propio con los castillos de Ibn Hamdun, a quien además apresó. Por su parte, el cabecilla jariyí Harún ibn Abdallah fue vencido y capturado por el hijo de Ibn Hamdun, Huseín en el 896; fue despachado a Bagdad, donde lo crucificaron. Esta hazaña marcó el comienzo de la ilustre carrera de Ibn Hamdan en los ejércitos califales y del ascenso paulatino del poder de la familia en la Mesopotamia superior. Ahmad al-Shaybani conservó Amida hasta su fallecimiento en el 898; le sucedió su hijo Muhammad. Al año siguiente, al-Mutadid volvió a la Mesopotamia superior, le arrebató la ciudad y sometió nuevamente toda la provincia al Gobierno central; su administración la confió a su primogénito y heredero, Alí al-Muktafi.
No pudo, por el contrario, recobrar Transcaucasia: Armenia y Azerbaiyán quedaron en manos de dinastías aborígenes prácticamente independientes del califa. Ibn Abú'l-Saj, gobernador califal de Azerbaiyán, se proclamó independiente en torno al 898, aunque al poco volvió a reconocer la autoridad teórica del califa, impelido por sus luchas con los príncipes cristianos armenios. Cuando falleció en el 901, le sucedió su hijo Devdad, suceso que supuso la consolidación de la dinastía autónoma sayí en la región. En el 900, se había sospechado incluso que el padre planeaba adueñarse de la provincia de Diyar Mudar con la colaboración de los notables de Tarso, a los que el califa hizo prender, además de incendiar la flota de la ciudad. Esta decisión perjudicó a los abasíes en su dilatada contienda con Bizancio, ya que en las últimas décadas antes de su destrucción la escuadra y los habitantes de Tarso habían desempeñado un papel destacado en las incursiones en las provincias fronterizas bizantinas. Aunque la flota levantina del renegado Damián de Tarso saqueó el puerto de Demetríade hacia el 900 y las flotas árabes siguieron causando estragos en el mar Egeo durante las dos décadas siguientes, en tierra los bizantinos eran cada vez más fuertes merced a la llegada a sus territorios de refugiados armenios, como Melias. Los bizantinos obtuvieron varias victorias y comenzaron a apoderarse de las regiones fronterizas que se disputaban con los abasíes, en las que fundaron nuevas provincias.

#### Oriente y los safaríes
En el oriente, el califa hubo de reconocer la autoridad de los safaríes, con los que pactó, quizá con la esperanza de hacer de ellos unos socios como lo habían sido en las décadas anteriores los tahiríes. Al safarí Amr ibn al-Laíz le reconoció la posesión del Jorasán, la Persia oriental y Fars, mientras que se reservó para sí la Persia occidental (Yibal, Rayy e Ispahán. Esto le permitió concentrarse en recuperar las tierras de los dulafíes, otra dinastía de la región que era cuasi independiente y que dominaba las comarcas de Ispahán y Nehavend. El califa de apresuró a nombrar a su hijo al-Muktafi gobernador de Rayy, Qazvin, Qom y Hamadán en cuanto falleció Ahmad ibn Abd al-Aziz ibn Abi Dulaf en el 893. De esta manera, el poder dulafí quedó reducido a su núcleo, en torno a Karaj e Ispahán, que perdieron luego, en el 896. El control abasí de esta zona, no obstante, siguió siendo frágil, en especial en los territorios próximos al emirato zaidí de Tabaristán; en el 897 el califa cedió Rayy a los safaríes.
El ejemplo más palmario de la colaboración entre abasíes y safaríes fue la campaña conjunta contra el general rebelde Rafi ibn Harzama, quien desde Rayy amenazaba los intereses de las dos dinastías en la zona. Al-Mutadid despachó a Ahmad ibn Abd al-Aziz a arrebatar la ciudad al rebelde, que huyó y se coligó con los zaidíes de Tabaristán para tratar de conquistar el Jorasán a los safaríes. Sin embargo, Ibn al-Laíz atizó la hostilidad de la población hacia los alíes para debilitarlo; finalmente sin apoyó zaidí, Ibn Harzama fue vncido y muerto en Corasmia en el 896. Ibn al-Laíz alcanzó entonces el apogeo de su poder; envió la cabeza del rebelde a Bagdad y en el 897 el califa le cedió Rayy. La colaboración entre dinastías acabó cuando al-Mutadid nombró al safarí gobernador de la Transoxiana en el 898, que dominaban los adversarios de este, los samaníes. Al-Mutamid animó a Ibn al-Laíz a atacarlos, pero este resultó vencido con contundencia y hecho cautivo en el 900. El emira samaní, Ismaíl ibn Ahmad, lo envió aherrojado a Bagdad, donde fue ajusticiado en el 902, habiendo ya fallecido al-Mutadid. Este cedió los títulos y territorios del safarí al emir samaní. El califa también  pretendió recuperar Fars y Kermán, pero los restos de los ejércitos safaríes, que mandaba el nieto del vencido Ibn al-Laíz Tahir, se lo impidieron durante varios años. Los abasíes consiguieron recobrar la codiciada Fars en el 910.

### Auge del sectarismo y fragmentación periférica
Una serie de movimientos basados en la doctrina chiita aparecieron a lo largo del siglo IX que sustituyeron al jariyismo como principal adversario de los gobiernos musulmanes. Triunfaron primero en la periferia del califato abasí: los zaidíes se hicieron con Tabaristán y luego, en el 897, con Yemen. Durante el reinado de al-Mutadid, surgió otra amenaza más cercana al núcleo del Estado: los cármatas. Estos eran una secta ismailí radical que se había fundado en Kufa en torno al 874, escasos al principio en el bajo Irak (Sauad), pero cada vez más numerosos y peligrosos a partir del 897.Se apoderaron de la región de Baréin en el 899, acaudillados por Abú Saíd al-Yanabi y al año siguiente batieron al ejército califal de al-Abás ibn Amr al-Ganaui. Tras la muerte de al-Mutadid fueron el enemigo más peligroso de los abasíes desde los tiempos de la rebelión zanj. Por la misma época, un misionero ismailí de Kufan, Abú Abdalá al-Shií, entró en contacto con bereberes kutama durante una peregrinación a La Meca. Estos aceptaron pronto sus enseñanzas y en el 902, al-Shií pudo atacar el emirato aglabí de Ifriqiya —vasallo abasí— con su ayuda. Lo conquistó por completo en el 909, allanando la fundación del califato fatimí.

### Política interior

#### Fiscal policies

Mapa con el resultado de las campañas de consolidación del califa, hacia el 900: en oscuro, las zonas sometidas directamente al califa; en claro, las autónomas, que solo reconocían la autoridad teórica del soberano.

El Ejército surgido de las reformas de al-Mutasim era más reducido que el del pasado, pero más profesional. Fue un instrumento eficaz del soberano, pero también una amenaza para la dinastía: reclutado entre los turcos y otros pueblos de la periferia estatal e incluso en el extranjero, no se integró en la sociedad del núcleo califal, lo que les hacía totalmente dependientes del Estado. No solo los ingresos de los soldados, sino su propia vida dependía de este. Esta situación hacía que la falta de pago de las soldadas desencadenase levantamientos militares y crisis políticas, como ya había sucedido durante la llamada «anarquía de Samarra». En consecuencia, la principal tarea del Estado fue asegurar el pago puntual de las tropas, que acaparaba en torno al 80 % del presupuesto estatal.
Sin embargo, las fuentes de ingresos habían menguado considerablemente ya que muchas de las provincias se habían independizado en la práctica del Gobierno central. Este dependía cada vez más de los ingresos obtenidos en Saua y otras zonas del bajo Irak, cuya producción agrícola se reducía velozmente como consecuencia de los estragos de las guerras civiles y la desidia en el mantenimiento de los sistemas de regadío. Si en tiempos de Harún al-Rashid (786-809) Sauad había contribuido a la hacienda califal con ciento dos millones y medio de dirham, más del doble que lo que aportaba Egipto y el triple que el Levante, a principios del siglo X pagaba menos de un tercio de esa cantidad. La situación empeoró todavía más debido a que en las demás provincias, en manos de gobernadores semiautónomos, notables y miembros de la dinastía pudieron establecer latifundios aprovechando para ello la cesión de la recaudación de impuestos a cambio de una contribución fija (un sistema denominado muqāṭa) que, para mayor inri, a menudo ni siquiera pagaban al fisco. Para optimizar la tributación de los territorios aún bajo control directo del Gobierno central, los abasíes aumentaron el funcionariado, dividieron las provincias en unidades tributarias menores y acrecentaron el número de departamentos con tareas fiscales (divanes) para supervisar mejor tanto la recaudación como la actividad de los funcionarios.
El califa llegaba incluso a auditar personalmente la recaudación, lo que le granjeó fama de ahorrativo, incluso de avaricioso; se decía de él que revisaba cuentas que incluso un plebeyo no se dignaría repasar. Se multiplicaron las multas y las confiscaciones; los ingresos correspondientes, los aportados por las tierras de realengo y parte de la tributación de las provincias iban a parar al patrimonio del monarca (bait al-māl al-jāṣṣa). Este cobró gran importancia administrativa y a menudo contó con más fondos que la Hacienda estatal (bait al-māl al-ʿāmma). Al concluir el reinado, el tesoro califal, antes vacío, contaba con diez millones de dinares. Por otra parte, el califa cambió el principio del año fiscal del Año Nuevo persa (que se celebra en marzo) al 11 de junio en el 895, con el objetivo de facilitar el pago a los labradores, puesto que este cambio permitía que los impuestos sobre la tierra se pagasen tras la cosecha, y no antes de la recolección, como había sucedido hasta entonces; esta fecha recibió el nombre de Nayrūz al-Mutaḍid o Año Nuevo de al-Mutadid.

#### Pujanza del funcionariado
Las medidas de al-Mutadid reforzaron la posición del funcionariado civil, que alcanzó el apogeo de su influencia, en particular el visir, al que incluso el ejército hubo de respetar, por ser el portavoz del soberano. Los principales puestos del funcionariado califal no cambiaron de manos con su advenimiento. Ubaidalá ibn Suleimán ibn Wahb fue el visir desde el comienzo del reinado hasta su muerte en el 901 y luego desempeñó el cargo su hijo al-Qasim ibn Ubaidalá, que ya lo había ocupado interinamente cuando su padre no se encontraba en la capital. El liberto Abú'l-Naim Badr al-Mutadidi, veterano que había servido a al-Muwaffaq y cuya hija se había casado con el hijo del califa, siguió a la cabeza del ejército. Los departamentos fiscales, en particular el de Sauad, los presidieron primero los hermanos Ahmad ibn al-Furat y Alí ibn al-Furat y, a partir del 899, Muhammad ibn Dawud y su sobrino Alí ibn Isa al-Yarra. La jefatura administrativa trabajaba eficaz y armoniosamente, tanto que el historiador del siglo XI Hilal al-Sabi afirmaba que las generaciones posteriores recordaban el buen equipo que habían formado el califa, el visir, el jefe del Ejército y el jefe de los ministerios: al-Mutadid, Ubaidalá, Badr y Ahmad ibn al-Furat.
Sin embargo, en los últimos años del reinado aumentaron las fracciones en el funcionariado civil, el ejército y la ciudad en general. La intensa rivalidad entre las dinastías administrativas de los Banu'l-Furat y los Banu'l-Yarrah, que contaban con amplias redes clientelares, surgió por entonces. La fuerza del califa y el visir mitigaron temporalmente este antagonismo, que dominó, sin embargo, la historia del gobierno abasí durante las décadas siguientes; los dos grupos se alternaron al frente de la Administración y multaron y torturaron a sus adversarios cuando obtenían el poder, medida ya tradicional que se denominaba muṣādara. Por añadidura, al-Qasim ibn Ubaidalá tenía un carácter diferente al de su padre y poco después de obtener el cargo de visir empezó a conspirar para asesinar al califa, conjura en la que intentó que participase al-Mutadidi. Este se negó a ello, indignado, pero el fallecimiento repentino del califa salvo al visir de ser descubierto y ajusticiado por sus maquinaciones. Ibn Ubaidalá trató luego de dominar a al-Muktafi, se apresuró a deshacerse de al-Mutadidi, que fue ejecutado y se enfrascó en nuevas maniobras contra los Banu'l-Furat.

#### Bagdad vuelve a ser la capital
Al-Mutadid completó el traslado de la capital de Samarra a Bagdad, ciudad que ya había sido la base de operaciones en tiempos de su padre. El centro de actividad urbana pasó a estar, sin embargo, en la orilla oriental del Tigris, aguas abajo de la ciudad redonda que había fundado al-Mansur (754-775) un siglo antes, donde continúa desde entonces. Según el historiador al-Masudi del siglo  X, las dos pasiones primordiales del califa fueron las mujeres y la construcción; en efecto, fomentó las obras en la capital: ordenó restaurar y ampliar la gran mezquita del al-Mansur, por entonces medio abandonada, engrandeció el palacio hasaní, construyó los nuevos palacios de Zuraya («de las Pléyades») y Firdus («del Paraíso») y empezó las obras del de Taj («de la Corona»), que se completaron ya en tiempos de al-Muktafi. También hizo recuperar el sistema de regadío en torno a la ciudad y dragar el canal Duyaíl, cegado, obras que sufragó con las contribuciones de los terratenientes que se iban a beneficiar de ellas.

#### Doctrinas religiosas y fomento de la ciencia
En cuanto a la doctrina religiosa, al-Mutadid tomó partido claramente por teología tradicionalista suní desde el principio del reinado, prohibió la redacción de obras teológicas y abolió el departamento que se encargaba de las herencias intestadas, cuya apropiación por el Estado el hanbalismo consideraba ilegal. Trató, sin embargo, de mantener buenas relaciones con lo alíes y llegó a sopesar la posibilidad de maldecir oficialmente a Muawiya, fundador del Califato omeya y principal enemigo de Alí; sus consejeros le disuadieron a duras penas de ello, temiendo las posibles consecuencias. Al-Mutadid también mantuvo buenas relaciones con los imanes zaidíes de Tabaristán, lo que no impidió, como tampoco lo hicieron sus simpatías por los alíes, la fundación de segundo Estado zaidí en Yemen en el 901.
Al-Mutadid también fomentó decididamente el conocimiento y la ciencia, como había sucedido durante los reinados anteriores de al-Mamún (813-832), al-Mutasim y al-Wathiq (842-847). El mecenazgo científico de la corte había menguado en tiempos de al-Mutawakil, cuyo reinado marcó la vuelta a la ortodoxia suní y se caracterizó por la aversión a la investigación científica; sus sucesores habían carecido de los fondos para sufragar las actividades intelectuales. Al-Mutadid, por el contrario, era un hombre muy interesado en las ciencias naturales y hablaba griego; favoreció la carrera de uno de los grandes traductores de obras griegas e insigne matemático de la época, Thábit ibn Qurra, y la de los filólogos Ibn Duraid y al-Zayach, este último tutor de los hijos del califa. Uno de los principales intelectuales de la época fue el tutor del propio al-Mutadid, Ahmad ibn al-Tayib al-Sarajsi, discípulo del gran filósofo al-Kindi. Al-Sarajsi fue un estrecho colaborador del soberano, que lo nombró supervisor del mercado de la capital, puesto lucrativo; fue, sin embargo, ajusticiado en el 896, por disgustar a Al-Mutadid. Según una versión de la historia, fue al-Qasim ibn Ubaidalá —el malvado en muchas de las anécdotas de la corte de al-Mutadid— quien incluyó el nombre de al-Sarajsi en la lista de rebeldes que debían perder la vida; el califa la aprobó sin percatarse del nombre y no se enteró de la muerte de su antiguo maestro hasta que este ya había sido ejecutado.

#### Justicia
La justicia en tiempos de este califa se caracterizó por su severidad, que casi alcanzó el sadismo. Aunque el soberano toleraba los errores y tenía arranques de sentimentalismo y ternura, cuando se encolerizaba empleaba ingeniosas torturas y tenía salas dedicadas a ello que había hecho construir en los sótanos de palacio. Los cronistas como al-Masudi y el mameluco al-Safadi describen en detalle los tormentos que el califa infligía a sus prisioneros y su costumbre de pasearlos por Bagdad como escarmiento ejemplarizante. Las crónicas afirman que el monarca empleaba fuelles para hinchar a sus víctimas y los enterraba boca abajo en fosas; los cronistas justifican estas prácticas argumentando que se cometían por interés del Estado. Cuando Al-Safadi comparó a al-Mutadid con el fundador de la dinastía, al-Saffah, cuyo nombre significa «el Sangriento», no solo era por haber revivido el califato, sino también por crueldad.

## Muerte y legado
Al-Mutadid falleció en el palacio hasaní el 5 de abril del 902, con cuarenta o cuarenta y siete años. Corrieron rumores de que había sido envenenado, pero es más probable que los rigores de las campañas militares, sumados a su vida disoluta, le minaran la salud. Se negó a seguir el consejo de los médicos en la enfermedad que resultó fatal y a uno llegó a matarlo a patadas. Dejó cuatro hijos varones y varias hijas. Tres de los varones —al-Muktafi, al-Muqtadir y al-Qahir— se sucedieron en el trono; el cuarto, Harún, no llegó a califa. Al-Mutadid fue el primer soberano abasí que fue enterrado dentro de la ciudad de Bagdad. Como luego sus hijos, fue inhumado en el antiguo palacio de los tahiríes, en la zona oeste de la ciudad, que por entonces los califas empleaban como segunda residencia.
Al-Mutadid había heredado las habilidades para gobernar de su padre y se distinguió tanto por su capacidad militar como por su frugalidad; fue, pese a su severidad y crueldad, uno de los grandes califas abasíes. Se le atribuye el haber detenido temporalmente el declive del califato, aunque su sistema de gobierno dependía en alto grado de la fuerza del monarca que estuviese al frente del Estado; en último término, el reinado fue demasiado corto para eliminar la tendencia decadente del califato y afianzar de manera duradera el poder abasí.
Al-Mutadid se aseguró de que su hijo y heredero, al-Muktafi, estuviese preparado para asumir el cargo califal y para ello lo había nombrado gobernador de Rayy y de la Mesopotamia superior. al-Muktafi trató de proseguir la política paterna, pero carecía de suficiente energía. El sistema gubernamental implantado por al-Muwaffaq y al-Mutadid exigía que del califa que participase en las campañas militares, dando ejemplo y forjando vínculos de lealtad, robustecidos por el mecenazgo, entre el monarca y los militares. El temperamento sedentario de al-Muktafi, empero, era inadecuado para este papel de caudillo militar, por lo que el nuevo califa inspiró escasa lealtad en el ejército. Pese a ello, el califato todavía tuvo algunos años victoriosos: recuperó los territorios dominados hasta entonces por los tuluníes en el 90 y venció repetidamente a los cármatas, pero el fallecimiento de al-Muktafi en el 908 marcó el final de la etapa denominada la «restauración abasí» y el comienzo de una nueva crisis.
Los principales funcionarios se hicieron con el poder y entregaron el trono al dócil y débil al-Muqtadir. Los gastos militares y cortesanos aumentaron durante las década siguientes, al igual que la mala administración y la rivalidad entre las fracciones civiles y militares de la Administración. Cuando al-Muqtadir fue asesinado en el 932, el califato se hallaba en bancarrota y el poder pasó a manos de una serie de caciques militares que se disputaron el control del califa y el título de amir al-umara (jefe del Ejército). El proceso de descaecimiento concluyó con la toma de Bagdad por los buyíes en el 946, que eliminaron con toda sombra de poder califal. A partir de entonces los califas fueron meros figurones, personajes simbólicos carentes de poder político, militar o financiero.

## Nota
1. ↑  Un documento de la tesorería califal de tiempos del advenimiento de al-Mutadid indica que de los 7915 dinares que gastaba diariamente el tesoro, 5121 se destinaban directamente a gastos militares, otros 1943 a partidas como monturas y establos, que tenían un uso a la vez militar y civil y tan solo 851 a otras como el funcionariado civil y el harén, teóricamente civiles (si bien la principal labor de los funcionarios parece haber sido precisamente asegurar el pago de las soldadas)..[54]